# Return to the Blue Lagoon
Return to the Blue Lagoon is een film uit 1991 met Milla Jovovich en Brian Krause in de hoofdrollen. De film is een vervolg op The Blue Lagoon uit 1980 en gaat over de lotgevallen van Richard Lestrange Jr., het zoontje van Richard en Emmeline uit deze film.

## Het verhaal
De film begint niet waar The Blue Lagoon eindigde. Op het einde van de eerste film worden Richard, Emmeline en hun zoontje Paddy bewusteloos in een sloep gevonden door de boot van Richards vader. In deze film vindt een andere boot hen en Richard en Emmeline blijken overleden, maar Paddy leeft nog. Hij wordt aan boord genomen en vanaf dan Richard genoemd naar zijn vader. Aangezien er op het schip cholera uitgebroken is, draagt de kapitein een matroos op opvarende Sarah Hargrave met haar kleine dochtertje Lilli en Richard in een sloep naar een eiland te brengen. De matroos is egoïstisch en wil van het drinkwater niets aan de kinderen geven. Hij dreigt zelfs de kinderen in het water te gooien als ze blijven huilen. Als de matroos de kinderen aanvalt, wordt hij door Sarah gedood met een harpoen. Al snel spoelen Sarah en de kinderen met boot en al aan op het eiland uit de eerste film, waar Richard was geboren onder de naam Paddy.
Sarah probeert de kinderen zo goed en zo kwaad als het kan op te voeden en te onderwijzen. Ze drukt hen eveneens op het hart nooit naar de andere kant van het eiland te gaan wegens potentieel agressieve leden van de inheemse bevolking. Maar als de kinderen ongeveer acht jaar zijn, overlijdt Sarah. De kinderen groeien op, en net als Richards ouders worden ze verliefd op elkaar, resulterend in Lilli's zwangerschap.
Een schip arriveert met aan boord een kapitein en zijn verwende dochter Sylvia. De kapitein is zeer geïnteresseerd in deze twee ietwat naïeve jongelingen en biedt aan hen terug te brengen naar de beschaving. Sylvia probeert ondertussen Richard te verleiden. Aanvankelijk is hij gevoelig voor haar charmes maar hij realiseert zich dat hij van Lilli houdt en wijst Sylvia af. Een matroos probeert ondertussen Lilli te verkrachten en haar parel te stelen, waarop Richard haar probeert te beschermen. Daarop probeert de matroos Richard dood te schieten. Deze vlucht naar het water, achtervolgd door de op hem schietende matroos. Richard blijft ongedeerd, de matroos wordt door een haai gedood.
Richard verontschuldigt zich tegenover Lilli, die onthult zwanger te zijn. Lilly wil op het eiland blijven omdat het daar vrediger is dan in de zogenaamde beschaafde wereld. Ze besluiten op het eiland te blijven. Uiteindelijk bevalt Lilli van een dochter die Sarah genoemd wordt.

## Rolbezetting
| Acteur                 | Personage         | Opmerkingen |
| ---------------------- | ----------------- | ----------- |
| Milla Jovovich         | Lilli Hargrave    |             |
| Brian Krause           | Richard Lestrange |             |
| Lisa Pelikan           | Sarah Hargrave    |             |
| Courtney Barilla       | Lilli Hargrave    | als kind    |
| Garette Ratliff Henson | Richard Lestrange | als kind    |
| Emma James             | Lilli Hargrave    | als baby    |
| Jackson Barton         | Richard Lestrange | als baby    |
| Nana Coburn            | Sylvia Hilliard   |             |
| Brian Blain            | Jacob Hilliard    | kapitein    |
| Peter Hehir            | Quinlan           |             |
| Alexander Petersons    | Giddens           |             |
| John Mann              | eerste kapitein   |             |
| Wayne Pygram           | Kearney           |             |
| John Dicks             | Penfield          |             |
| Gus Mercurio           | eerste stuurman   |             |